# United Rentals 200
Das United Rentals 200 ist ein Autorennen der NASCAR Camping World Truck Series, welches auf dem Martinsville Speedway in Martinsville, Virginia  stattfindet. Es befindet sich seit 2003 als ein Rennen mit einer Distanz von 200 Runden im Rennkalender. Im Jahre 2003 trug das Rennen den Namen Advance Auto Parts 200.

## Bisherige Sieger
- 2011: Denny Hamlin
- 2010: Ron Hornaday junior
- 2009: Timothy Peters
- 2008: Johnny Benson
- 2007: Mike Skinner
- 2006: Jack Sprague
- 2005: Ricky Craven
- 2004: Jamie McMurray
- 2003: Jon Wood